# Andrena fuscosa
Andrena fuscosa là một loài Hymenoptera trong họ Andrenidae. Loài này được Erichson mô tả khoa học năm 1835.

## Hình ảnh

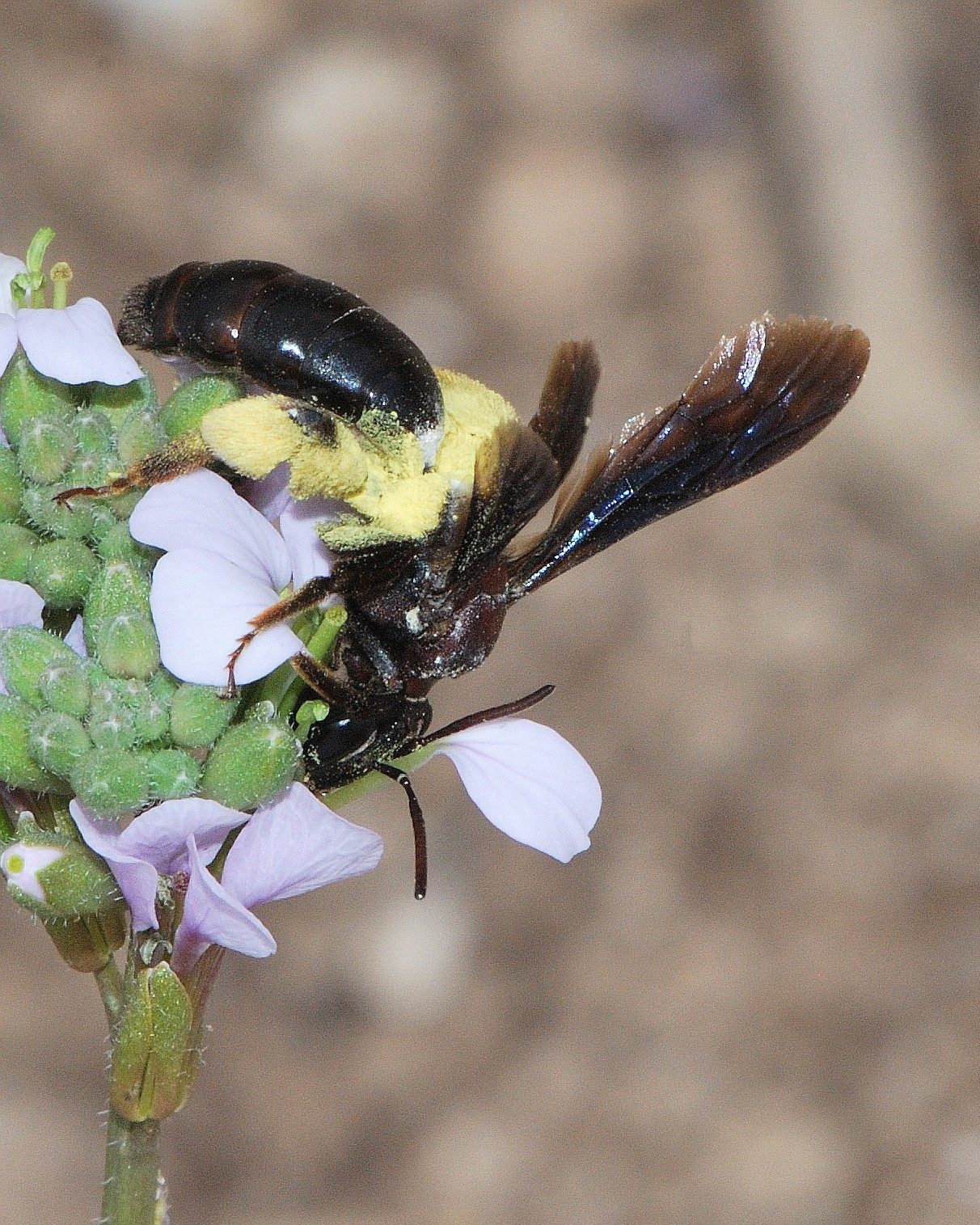